# أوستن غاري
أوستن غاري (بالإنجليزية: Austin Gary)‏ (7 مارس 1947، سانت جوزيف في الولايات المتحدة)؛ كاتب أغاني وروائي أمريكي.